# Omowunmi Sadik

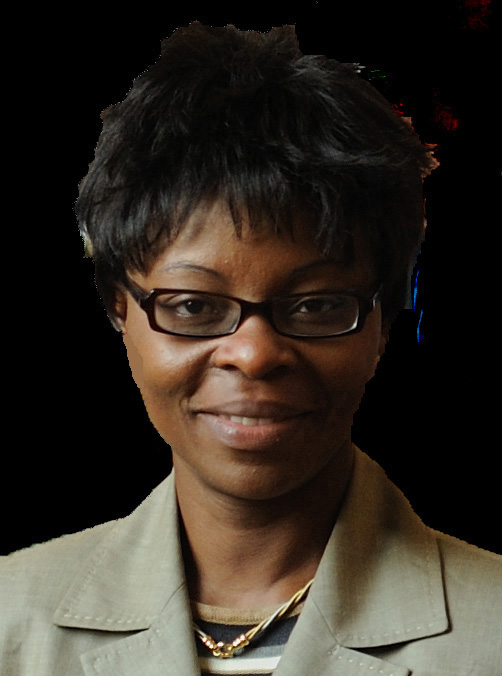
Omowunmi Sadik als Sprecherin beim Innovation Day

Omowunmi A. Sadik (* 19. Juni 1964 in Lagos, Nigeria) ist eine nigerianische Chemikerin und Erfinderin. Sie ist als Professorin und Vorsitzende am New Jersey Institute of Technology (NJIT). Zuletzt arbeitete sie an der Binghampton Universität an der Entwicklung einer biologisch abbaubaren Batterie aus Papier. 2019 gewann sie den Sustainable Nanotechnology Award der Sustainable Nanotechnology Organization.

## Biografie
Omowunmi Sadik wurde 1964 in Lagos in Nigeria geboren. Ihre ersten Berührungspunkte zu wissenschaftlichen Themen hatte sie durch ihre Familie. Vor allem durch  ihren Vater, der selbst Apotheker war, wurde sie in ihren Interessen zu Physik, Chemie und Biologie unterstützt.
1985 schloss sie ihr Studium an der University of Lagos in Nigeria mit ihrem Bachelor in Chemie ab. 1987 folgte der Master. Ihre erste Auszeichnung erhielt sie, mit dem Australian Merit Scholar Award, 1991. 1994 schloss sie als Ph.D. in Chemie an der Wollongong Universität in Australien ab.
Im Anschluss an ihren Doktortitel wurde sie 1994 durch ein Postdoktoranden-Stipendium des National Research Council unterstützt und forschte bis 1996 bei der U.S. Environmental Protection Agency.
1996 bekam sie eine Stelle als Assistenzprofessorin in Chemie an der Binghamton Universität. Dort war sie Mitgründerin und Direktorin des Center for Research in Advanced Sensing Technologies and Environmental Sustainability (CREATES) und ab 2005 als Professorin tätig.
Ihre Forschungsinteressen liegen in der Oberflächenchemie mit einem Schwerpunkt auf Umweltchemie, leitfähige Polymere sowie Biosensoren. Sie entwickelte – auf Basis von leitfähigen Polymeren – Mikroelektroden-Biosensoren, die auf Spuren verschiedener, organischer Materialien reagieren. Diese Technologie kann vor allem dazu verwendet werden, Drogen aufzuspüren und Bomben zu erkennen.
Im Jahr 2000 forschte sie für die National Academy of Sciences Collaboration in Basic Science & Engineering, war ein Jahr als Gastwissenschaftlerin in den Naval Research Laboratories, 2002 an der Cornell-Universität und im Jahr 2003 an der Harvard-Universität.
An der Binghamton Universität wurde sie 2005 Direktorin für das Center for Advanced Sensors & Environmental Systems (CASE). 2010 wurde sie als Mitglied bei der britischen Royal Society of Chemistry aufgenommen. Im folgenden Jahr eröffnete sie als erste Vorsitzende die erste Gordon Research Conference on Environmental Nanotechnology. 2012 folgte die Mitgliedschaft beim American Institute for Medical and Biological Engineering (AIMBE).
Dr. Sadik schrieb im Bereich Nanotechnologie für das RSC Journal of Environmental Science Processes and Impact und ist seit 2012 als Mitbegründerin und Präsidentin Mitglied bei der Sustainable Nanotechnology Organization (SNO), einer internationalen, gemeinnützigen Fachgesellschaft, die sich zum Ziel gesetzt hat, weltweit nachhaltige Nanotechnologie zu fördern.
2016 erhielt sie als vierte Frau und erste Wissenschaftlerin den Nigerian National Order of Merit Award, die höchste akademische Auszeichnung Nigerias.
2017 wurde sie als eine von 14 Mitgliedern für das Jefferson Science Fellowship Program ausgewählt. Sadik beriet ein Jahr lang das US-Außenministerium im Bezug auf wissenschaftliche Fortschritte, die dann in politische Entscheidungen einfließen konnten.
Seit 2019 ist sie als Professorin und Vorsitzende am New Jersey Institute of Technology tätig. Im selben Jahr gewann sie den Sustainable Nanotechnology Award.
In jüngerer Zeit arbeitete sie an der Entwicklung einer biologisch abbaubaren Batterie, bestehend aus Bakterien und Papier.

## Auszeichnungen
- 1991: Australian Merit Scholar Award[25]
- 2001: Chancellor's Award for Research in Science and Medicine, SUNY[26]
- 2002: Chancellor’s Award for Premier Inventors, SUNY[27]
- 2011: Chancellor's Award for Scholarship & Creative Activities, SUNY[28]
- 2016: Nigerian National Order of Merit Award[29]
- 2019: The Sustainable Nanotechnology Award, Sustainable Nanotechnology Organization (SNO)[30]

## Publikationen (Auswahl)
- M. Mohammadifar, I. Yazgan, J. Zhang, V. Kariuki, O. A. Sadik, S. Choi: Green Biobatteries: Hybrid Paper-Polymer Microbial Fuel Cells. In: Adv. Sustain. Syst. Band 2, Nr. 10, 2018, 1800041. doi:10.1002/adsu.201800041.
- I. Yazgan, J. Zhang, V. Kariuki, A. A. Akgul, L. E. Cronmiller, A. A. Akgul, F. Osonga, A. McMahon, Y. Gao, G. Eshun et al.: Selective Sensing and Imaging of Penicillium Italicum Spores and Hyphae Using Carbohydrate–Lectin Interactions. In: ACS Sensors. Band 3, Nr. 3, 2018, S. 648–654. doi:10.1021/acssensors.7b00934.
- V. M. Kariuki, J. C. Hoffmeier, I. Yazgan, O. A. Sadik: Seedless Synthesis and SERS Characterization of Multi-Branched Gold Nanoflowers Using Water Soluble Polymers. In: Nanoscale. Band 9, Nr. 24, 2017, S. 8330–8340. doi:10.1039/C7NR01233K.
- Idris Yazgan, Naumih M. Noah, Ousmane Toure, Siyi Zhang, Omowunmi A. Sadik: Biosensors & Bioelectronics. Band 61, 2014, S. 266–273.
- O. A. Sadik, N. Du, V. Kariuki, V. Okello, V. Bushlyar: Current and Emerging Technologies for the Characterization of Nanomaterials. In: ACS Sustainable Chemistry & Engineering. Band 2, 2014, S. 1707–1716.
- O. A. Sadik, A. O. Aluoch, Zhou Ailing: Status of biomolecular recognition using electrochemical techniques. In: Biosensors & Bioelectronics. Band 24, 2009, S. 2749–2765.
- A. Zhou, S. Kikandi, O. A. Sadik: Electrochemical degradation of quercetin: Isolation and structural elucidation of the degradation products. In: Electrochemistry Communications. Band 9, 2007, S. 2247–2256.
- M. Breimer, E. Yevgheny, O. A. Sadik: Incorporation of Metal Particles in Polymerized Organic Conducting Polymers - A Mechanistic Insight. In: Nano Letters. Band 1, Nr. 6, 2001, S. 305.